# Dübendorf
Dübendorf (toponimo tedesco) è un comune svizzero di 27 689 abitanti del Canton Zurigo, nel distretto di Uster; ha lo status di città.

## Monumenti e luoghi d'interesse

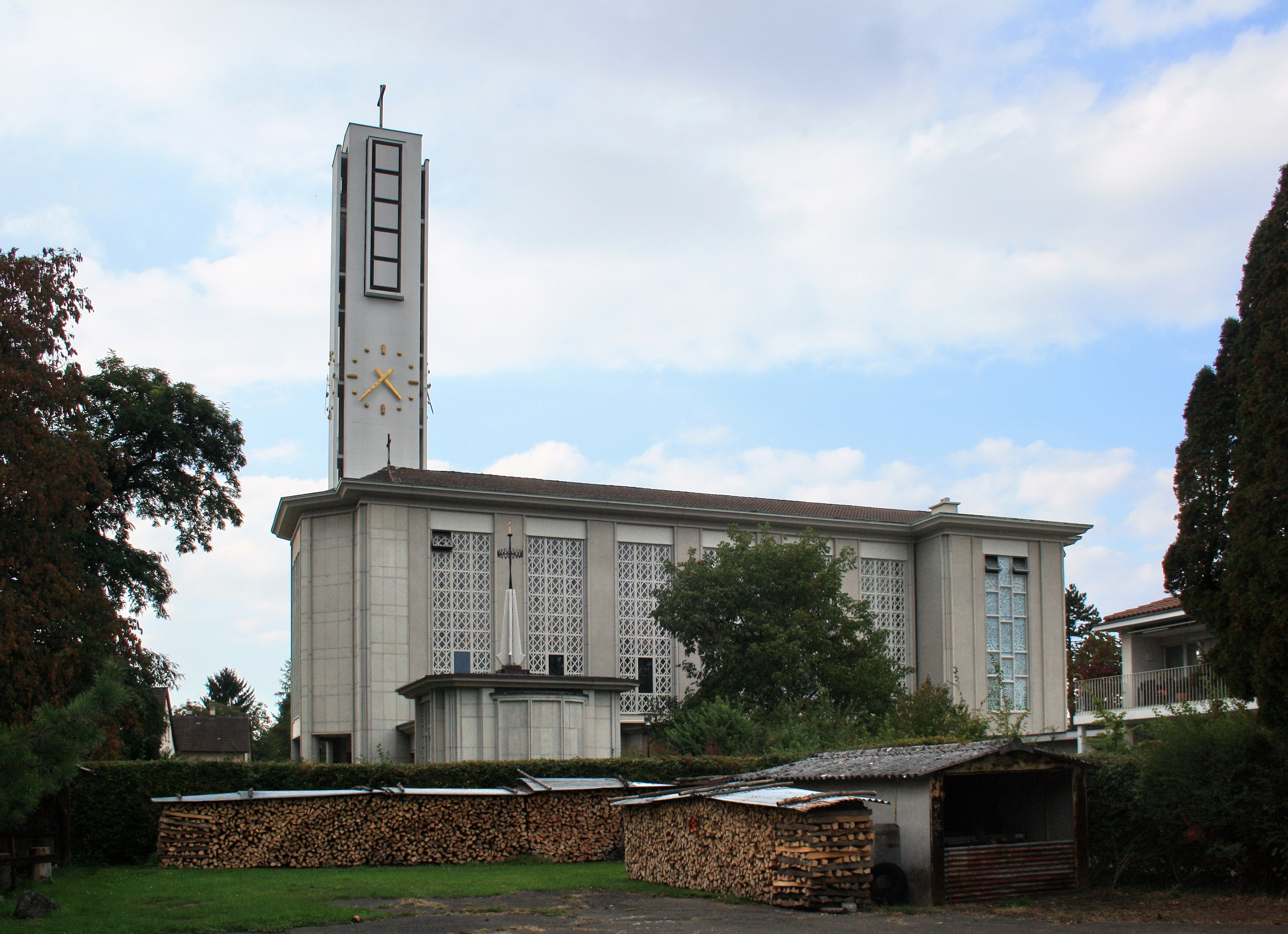
La chiesa di Santa Maria della Pace

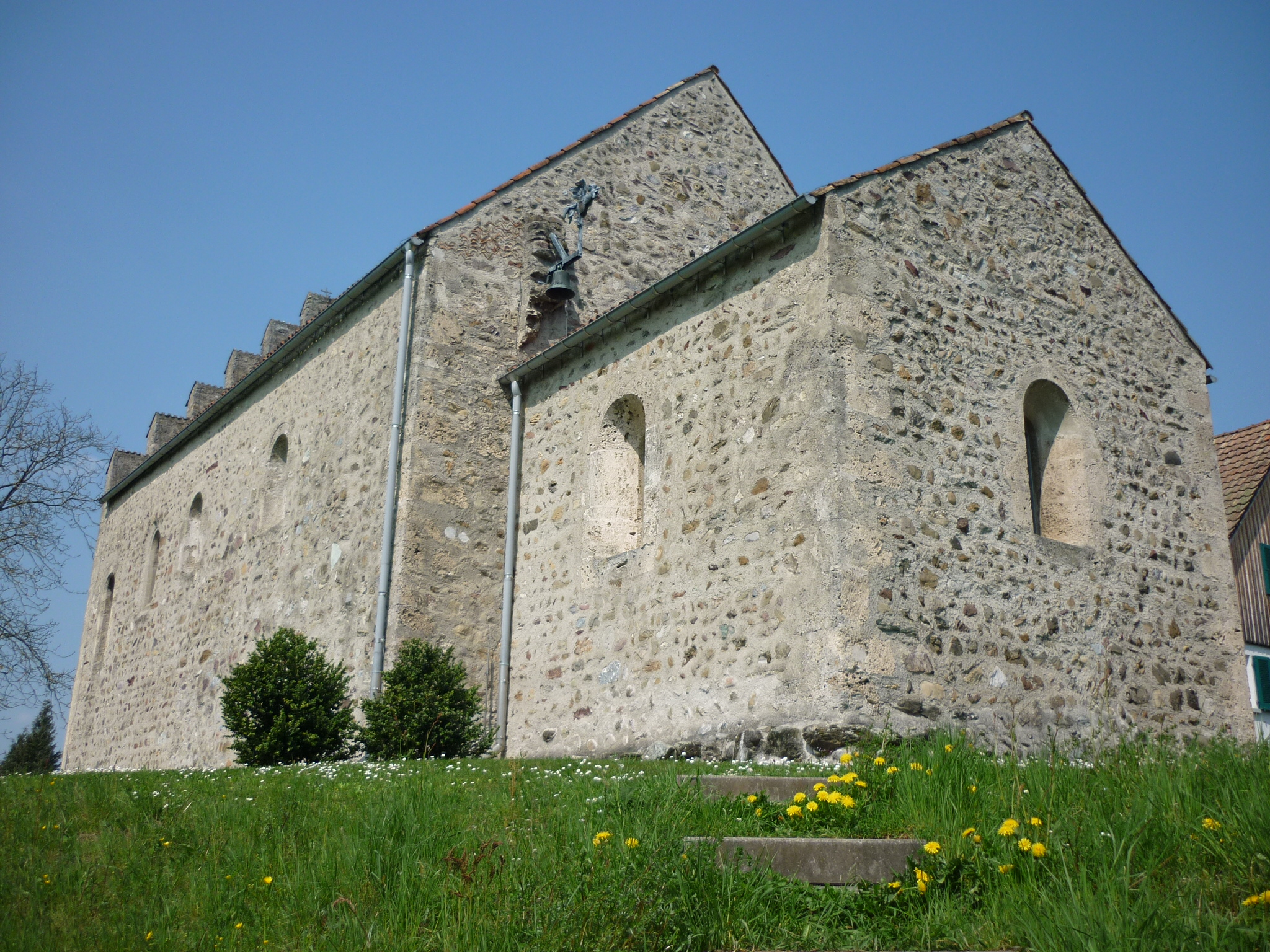
La chiesa dei Lazzariti

- Chiesa riformata (già di Santa Maria), eretta nell'VIII secolo e ricostruita nel 1968[1];
- Chiesa cattolica di Santa Maria della Pace, eretta nel 1951-1952[1];
- Chiesa paritaria dei Lazzariti in località Gfenn, eretta nel XIII secolo[1].

## Società

### Evoluzione demografica
L'evoluzione demografica è riportata nella seguente tabella:
Abitanti censiti

## Cultura

### Scuole
Nella città è presente una scuola internazionale, il Lycée Français Marie Curie de Zurich, che copre dalla scuola d'infanzia fino alle scuole medie superiori.

## Geografia antropica

### Frazioni
- Dübelstein
- Geeren
- Gfenn
- Gockhausen
- Hermikon
- Stettbach

## Economia
Givaudan, produttore di aromi e profumi, ha una parte del suo dipartimento di ricerca e sviluppo a Dübendorf. La sede principale di Hewlett Packard in Svizzera è a Dübendorf. Qui si trova anche la più grande assicurazione medica della Svizzera, Helsana. Tra le altre grandi aziende con sede a Dübendorf figurano l'orologiaio Mobatime, Minimax AG, il gruppo SV e l'organizzazione umanitaria svizzera World Vision Switzerland.
Dübendorf è la sede d’aerodromo militare di Dübendorf, che è sia la base operativa della Rega che la base della Ju-Air, e dal 2008 ospita il centro di navigazione aerea Skyguide Air Navigation Center. Anche la Samsung Hall, la seconda sala polivalente più grande dell'area di Zurigo, si trova proprio ai confini della città di Zurigo, vicino alla stazione dei trasporti pubblici multimodale di Stettbach.
Qui si trova anche due istituti di ricerca che fanno parte del settore del Politecnico federale: L'Empa è un istituto di ricerca in materia di scienza dei materiali e tecnologia con programmi: Nanotecnologia, Sistemi di materiali adattativi, L'uomo sano, Materiali per la tecnologia energetica e Tecnosfera - Atmosfera. L'Eawag è l'Istituto Federale Svizzero di Scienze e Tecnologie dell'Acqua. L'Eawag si occupa di diversi temi di ricerca: Ecologia acquatica applicata, Inquinanti chimici, Ingegneria ambientale, Microbiologia ambientale, Tossicologia ambientale, Ecologia ed evoluzione dei pesci, Limnologia, Acque superficiali, Analisi dei sistemi/valutazione integrata e modellazione, Gestione delle acque urbane, Acqua e agricoltura, Acqua e igiene nei Paesi in via di sviluppo (SANDEC), Risorse idriche e acqua potabile.

## Infrastrutture e trasporti

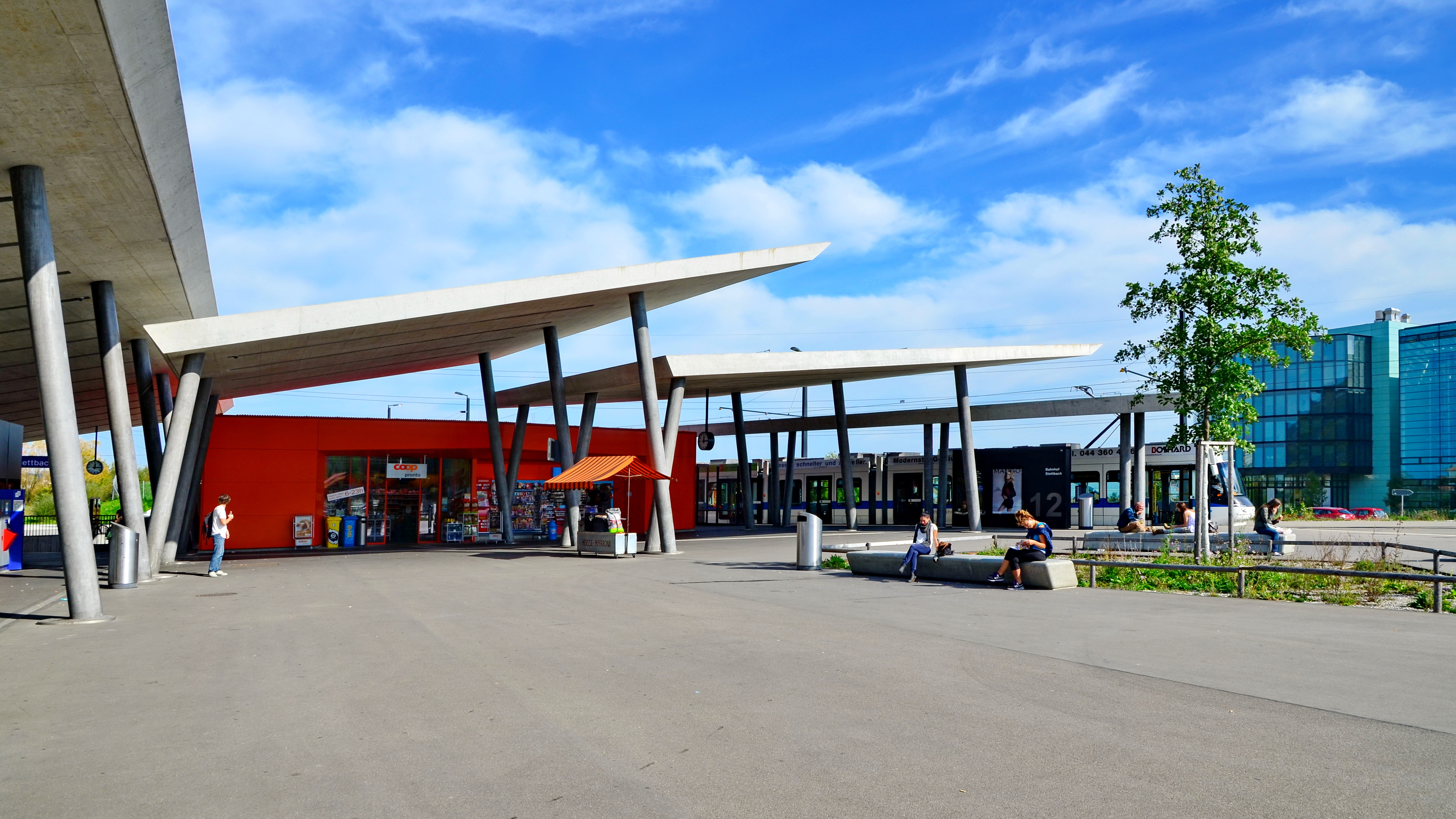
La stazione di Stettbach

Dübendorf è servito dall'omonima stazione sulla Glatthalbahn e da quella di Stettbach sulla ferrovia Zurigo-Stettbach (linee S3, S9, S11 e S12 della rete celere di Zurigo).
Nelle vicinanze vi è un importante aeroporto militare, base della Forze aeree svizzere.

## Amministrazione
Ogni famiglia originaria del luogo fa parte del cosiddetto comune patriziale e ha la responsabilità della manutenzione di ogni bene ricadente all'interno dei confini del comune.